# آباد (كاسان)
آباد هي بلدة في مقاطعة كاسان في ولاية قشقداريا في أوزبكستان.